# Wiz Khalifa
Pour les articles homonymes, voir Khalifa.
Wiz Khalifa, de son vrai nom Cameron Jibril Thomaz (né le 8 septembre 1987 à Minot, dans le Dakota du Nord), est un rappeur, auteur-compositeur-interprète et acteur américain. Il publie son premier album, Show and Prove, en 2006, puis signe avec la maison de disque Warner Bros en 2007. Il se fait connaître avec son premier single Say Yeah qui atteint la 25e place du Billboard Rhythmic Top 40.
Il signe en 2010 avec Atlantic Records et connaît un succès mondial avec son premier single chez Atlantic, Black and Yellow, qui se classe à la première place du Billboard Hot 100. Son premier album pour le label, Rolling Papers, sort le 29 mars 2011. Son quatrième album studio, O.N.I.F.C., est publié le 4 décembre 2012. Son cinquième album, Blacc Hollywood sort le 19 août 2014 et se place en tête du Billboard 200 la première semaine de sa sortie.

## Biographie

### Jeunesse
Cameron Jibril Thomaz est né le 8 septembre 1987  à Minot. Ses parents servent dans les forces armées des États-Unis et divorcent alors que l'enfant n'a que trois ans,. Ils sont affectés dans différents pays et leur fils passe les premières années de sa vie en Angleterre, en Allemagne et au Japon avant de s'installer finalement à Pittsburgh avec sa mère en 1996. Son nom de scène est tiré de « Khalifa » en arabe : successeur, en hommage à son grand-père qui était musulman et de wisdom en anglais : la sagesse, raccourci en « Wiz » vers l'âge de quinze ans. Il déclare également à spinner.com qu'il se faisait appeler « jeune Wiz' parce qu'il était bon dans tout ce qu'il faisait. »
À 13 ans, il est chez son oncle dans un quartier de Pittsburgh appelé Homewood. Il voit son oncle rapper pour la première fois. Impressionné, il rentre chez lui, à Hazelwood, et commence à écrire ses propres paroles, puis, s'initie à la production dans le studio de son père. Thomaz étudie à la Taylor Allderdice High School de Pittsburgh. À l'âge de 16 ans, il finance ses premiers enregistrements à I.D. Labs, un studio de la ville. Le personnel du studio reconnaît son talent, lui offre des séances d'enregistrement gratuites, et le signale à Benjy Grinberg du label indépendant Rostrum Records. Thomaz signe un contrat avec le label alors qu'il est encore scolarisé,.

### Débuts (2005–2010)
En 2005, Wiz Khalifa publie sa première mixtape, Prince of the City: Welcome to Pistolvania. Elle est suivie l'année suivante, en 2006, par son premier album intitulé Show and Prove, dont les titres sont fréquemment diffusés sur les radios étudiantes. Le magazine musical Rolling Stone le présente comme l'un des nouveaux artistes à suivre,. En 2007, Khalifa signe au label Warner Bros. Records et publie deux mixtapes sous le label Rostrum Records intitulées Grow Season, par DJ Green Lantern le 4 juillet 2007, et Prince of the City 2 le 20 novembre 2007. Son premier single Say Yeah atteint la 25e place du Billboard Rhythmic Top 40, et la 20e du Billboard Hot Rap Tracks. La chanson est un sample de Better Off Alone d'Alice DeeJay. Le 2 août 2008, Khalifa apparaît avec Game, David Banner et Play-N-Skillz au U92's Summer Jam de West Valley City. En septembre de la même année, Khalifa publie les mixtapes Star Power et en avril 2009, Flight School, sur le label Rostrum Records.
Wiz Khalifa se sépare de Warner Bros. Records en juillet 2009, après de nombreux retards dans la sortie de son second album. Khalifa déclare à la Pittsburgh Post-Gazette avoir « beaucoup appris avec eux et mûri en tant qu'artiste au cours du processus. [Il est] heureux de partir avec tous [ses] matériels et avoir la chance de pouvoir contrôler de [ses] prochaines actions ». Poursuivant son association avec Rostrum Records, Khalifa publie le single Teach U to Fly et la mixtape How Fly, en collaboration avec le rappeur de La Nouvelle-Orléans Curren$y, le 9 août 2009. Khalifa introduit un style plus mélodique sur la mixtape, alternant entre chant et rap. Il fait la première partie du membre du Wu-Tang Clan U-God au CMJ Music Marathon 2009 à New York. Il publie son deuxième album, Deal or No Deal le 24 novembre 2009.

### Médiatisation,Rolling PapersetO.N.I.F.C.(2010–2012)

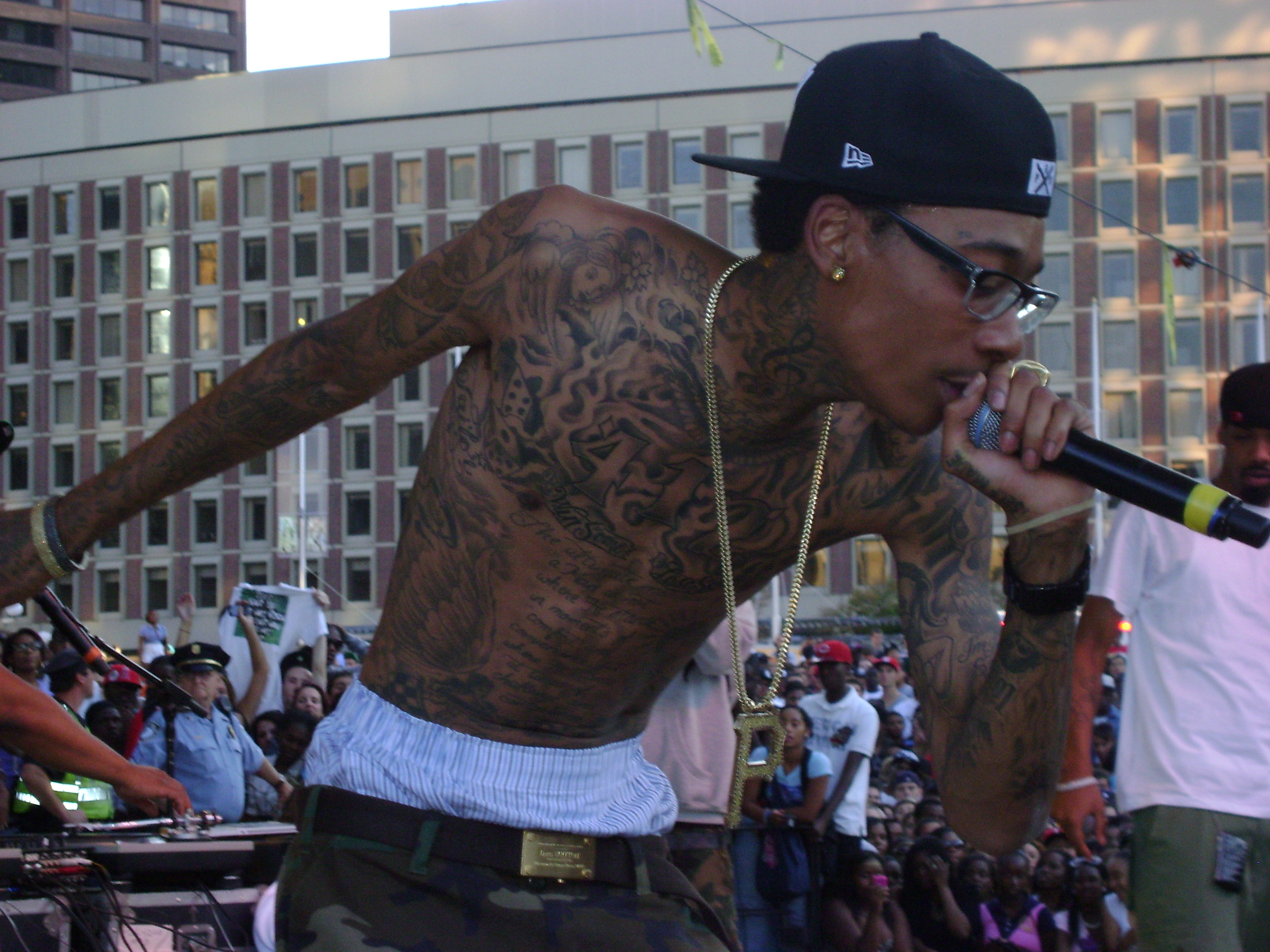
Wiz Khalifa sur scène à Boston en août 2010.

En mars 2010, il se produit au festival South by Southwest à Austin, au Texas. Entre février et mai 2010, il fait une tournée de 20 dates avec le rappeur Yelawolf, le Deal or No Deal Tour. Khalifa apparaît sur la couverture du magazine XXL, au mois de mars 2010, pour la liste annuelle du Top 10 Freshmen, avec Donnis, J. Cole, Pill, Freddie Gibbs et Fashawn. En avril 2010, il propose en téléchargement gratuit la mixtape Kush and Orange Juice. Dès sa publication et grâce à ses fans, la mixtape devient le sujet le plus présent sur Twitter avec le hashtag #kushandorangejuice, et « Kush and Orange Juice download » est la recherche la plus effectuée sur Google.
Le New York Magazine, citant le milieu de l'industrie de la musique, écrit que Khalifa avait signé avec Atlantic Records en avril 2010, bien que le rappeur ne l'ait pas confirmé. En juin 2010, il déclare au site web AllHipHop travailler sur un nouvel album, tout en ne sachant pas sous quel label le distribuer. Le 30 juillet, il confirme finalement sur MTV qu'il a signé chez Atlantic. Il est désigné par les internautes de MTV, meilleur nouvel artiste en 2010.
En 2011, il enregistre un nouveau morceau avec Snoop Dogg, That Good, qui connaît un grand succès. Ce dernier annonce dans l'émission de radio de DJ Skee qu'ils collaboraient dans un film intitulé Mac and Devin Go to High School dont la sortie, prévue pour le 20 avril 2011, sera finalement reportée au 3 juillet 2012. Le tournage est interrompu après qu'une vidéo de Snoop Dogg dans une salle de classe diffusée sur Youtube ait choqué la direction de l’établissement. Wiz Khalifa et Snoop Dogg décident de sortir l'album éponyme avant le film, le 13 décembre 2011. La pochette de l'album s'inspire du film. Le troisième album studio Rolling Papers est publié le 29 mars 2011. Il comprend des featurings de Curren$y et de Too $hort. Le premier extrait, Roll Up, est écrit en collaboration avec Cassie qui fait une apparition dans le clip. Peu après, le titre Black and Yellow se classe en tête des singles aux États-Unis. Wiz Khalifa se révèle véritablement au grand public avec un autre extrait, No Sleep. Considéré par beaucoup comme un album complet, Rolling Papers est un des rares albums où toutes les chansons de l'artiste sont considérées comme des tubes. Khalifa veut, malgré la variété de l'album (le rap est mélangé à de la musique plus douce), garder quelques références en termes de rap américain, comme On My Level, réalisé avec Too $hort, ou encore Rooftops, réalisé avec Curren$y.
Le 13 mars 2012, Wiz Khalifa sort la mixtape Taylor Allderdice qui comporte des titres comme California ou le tube qui rassemble tous les rappeurs du Taylor Gang, The Code. Mais le titre qui a fait le plus parler de lui est O.N.I.F.C. qui porte le nom de son futur album. Le premier single Work Hard, Play Hard est un réel succès comme l'a été Black and Yellow. Le 18 septembre 2012, Wiz Khalifa déclare, via son site web, que la sortie de son quatrième album, O.N.I.F.C., sera retardée. L'album est finalement publié le 4 décembre 2012. Entretemps, il publie une nouvelle mixtape, Cabin Fever 2, le 16 octobre 2012.

### Blacc Hollywood(depuis 2013)
En avril 2013, Khalifa décide de retourner en studio pour travailler sur un nouvel album qu'il prévoit de publier en 2013. Le 20 avril 2013, l'EP Live in Concert en featuring avec Curren$y, initialement annoncé en juillet 2012 comme mixtape, est disponible en téléchargement. Il apparait dans le titre We Own It (Fast & Furious) issue de la bande originale de Fast and Furious, avec le rappeur 2 Chainz en mai 2013. Le 24 juin 2013, il annonce le titre de son cinquième album studio, Blacc Hollywood. Le 3 septembre 2013, Khalifa révèle avoir enregistré des chansons avec Miley Cyrus, Adele et Juicy J pour son prochaine album, Blacc Hollywood.
Le 11 février 2014, Khalifa publie le premier single de son album Blacc Hollywood intitulé We Dem Boyz. Le 23 mai 2014 paraît Bigroom Blitz, un titre en featuring avec le groupe allemand Scooter. Le 25 mai 2014, il publie une énorme mixtape intitulée 28 Grams composée de 28 titres. Le 1er juillet 2014, il dévoile la date de sortie de Blacc Hollywood, ainsi que la couverture de l'album. Il sortira le 19 août 2014. Le 16 février 2015, il dévoile sur les réseaux sociaux son nouveau titre Go Hard or Go Home, en duo avec la chanteuse Iggy Azalea. Ce morceau fait partie de la bande originale du septième opus de la saga Fast and Furious, dont la sortie est prévue pour avril 2015. Le 6 avril 2015, il dévoile le vidéoclip de See You Again en collaboration avec Charlie Puth, où il rend hommage à Paul Walker, décédé dans un accident de voiture le 30 novembre 2013.
Fin 2015, il annonce travailler sur un nouvel album qui serait intitulé Rolling Papers 2 : The Weed Album. Entretemps, il publie sa nouvelle mixtape intitulée Cabin Fever 3. Le 6 février 2016, il sort un album surprise intitulé tout simplement Khalifa, de la même façon que Kid Ink a sorti lui aussi par surprise son album Summer In The Winter le 25 décembre 2015. En 2016, Wiz Khalifa lance le terme « mumble rap » pour désigner un nouveau genre artistique de rap qui se popularise à cette époque.

## Vie privée
Wiz Khalifa s'est marié le 8 juillet 2013 avec l'actrice, mannequin, artiste, Amber Rose, avec qui il s'est fiancé en mars 2012. Il a acheté une résidence de 900 000 $ à Canonsburg en Pennsylvanie, où il habite avec sa fiancée Amber Rose, à 30 km au sud-ouest de Pittsburgh. Wiz et sa fiancée annoncent qu'ils attendaient un enfant lors des MTV VMA's 2012. Ils sont les parents d'un garçon, Sebastian Taylor Thomaz, né le 21 février 2013. Le 24 septembre 2014, il est annoncé que le couple se sépare après tout juste un an de mariage. Plus tard, il est révélé que la cause de la discorde viendrait du fait qu'Amber Rose aurait surpris le rappeur en plein adultère avec les sœurs jumelles Jas et Ness Rose, deux influenceuses habituées des soirées mondaines Californiennes,.
En décembre 2014, des photos issues d'une sextape qui mettrait en scène Wiz Khalifa en compagnie de la playmate Carla Howe apparaissent dans la presse.
De 2017 à février 2018, il était en couple avec le mannequin brésilien Izabela Guedes.
De l'été 2018 à courant 2019, il a été en couple avec le mannequin Winnie Harlow.[réf. nécessaire]
Depuis 2019, il est en couple avec Aimee Aguilar, un modèle.
Le rappeur parle ouvertement de sa consommation de cannabis. Dans plusieurs interviews, il affirme dépenser 10 000 $ par mois pour s'en procurer. Il est un ardent défenseur et un grand fan de toutes les équipes sportives de sa ville : les Steelers de Pittsburgh en NFL, et beaucoup d'autres comme les Penguins de Pittsburgh de la LNH, les Pirates de Pittsburgh pour la MLB, et aussi les Blackhawks de Chicago dans la LNH.

## Influences
Il cite Jimi Hendrix, Camp Lo (en), The Notorious B.I.G., Bone Thugs-n-Harmony et Tupac Shakur comme influences musicales[réf. souhaitée].

## Discographie

### Albums studio
- 2006 : Show and Prove
- 2009 : Deal or No Deal
- 2011 : Rolling Papers
- 2012 : O.N.I.F.C.[28]
- 2014 : Blacc Hollywood
- 2016 : Khalifa
- 2018 : Rolling Papers 2
- 2022 : Multiverse

### Album collaboratif
- 2011 : Mac and Devin Go to High School (avec Snoop Dogg)
- 2016 : TGOD Mafia : Rude Awakening (avec Juicy J et TM88)
- 2019 : 2009 (avec Curren$y)
- 2022 : Stoner's Night (avec Juicy J)

### EP
- 2013 : Live in Concert (avec Curren$y)
- 2015 : Talk About It in the Morning (avec Ty Dolla $ign)
- 2017 : Pre-Rolleds
- 2017 : Bong Rips
- 2020 : It's Only Weed Bro

### Mixtapes
- 2005 : Prince of the City: Welcome to Pistolvania
- 2007 : Grow Season
- 2007 : Prince of the City 2
- 2008 : Star Power
- 2009 : Flight School
- 2009 : How Fly (avec Curren$y)
- 2009 : Burn After Rolling
- 2009 : Everything Taylored
- 2010 : Kush & Orange Juice
- 2011 : Cabin Fever
- 2011 : Party
- 2012 : Taylor Allderdice
- 2012 : Cabin Fever 2
- 2014 : 28 Grams
- 2015 : Cabin Fever 3
- 2017 : Kush and Orange Juice: 7 Year Anniversary
- 2017 : Laugh Now, Fly After

- 2019 : Fly Times Vol. 1: The Good Fly Young
- 2020 : The Saga of Wiz Khalifa
- 2020 : Big Pimpin
- 2021 : #FUCC2020
- 2023 : See Ya
- 2023 : Khali Sober
- 2023 : Decisions
- 2024 : Wiz Owens
- 2025 : Kush + Orange Juice 2

### Mixtapes non officielles
- 2010 : Where Wiz
- 2010 : Norther Light
- 2010 : Weed Terapy
- 2010 : The Chronic 2010
- 2011 : Taylor Gang Bang
- 2011 : Amber Kush
- 2011 : Blunts Vs Papers
- 2011 : Amber Kush 2
- 2011; ILLiminati my choice
- 2011 : The Hippy Life
- 2011 : Burning Green
- 2012 : Before Taylor Allderdice
- 2012 : California
- 2013 : Pirates & Palaces
- 2013 : O.N.I.F.C: The Mixtape

### Singles
| Année | Titre                                                                                    | Billboard Hot 100 | Hot R&B/Hip-Hop Songs | Hot Rap Tracks | Canadian Hot 100 | Album                                                 |
| ----- | ---------------------------------------------------------------------------------------- | ----------------- | --------------------- | -------------- | ---------------- | ----------------------------------------------------- |
| 2007  | Pittsburgh Sound (All in My Blood)                                                       | -                 | -                     | -              | -                | Show and Prove                                        |
| 2007  | Youngin' on His Grind                                                                    | -                 | -                     | -              | -                | single                                                |
| 2007  | Say Yeah                                                                                 | -                 | -                     | 20             | -                | single                                                |
| 2008  | Make It Hot                                                                              | -                 | -                     | -              | -                | single                                                |
| 2009  | This Plane                                                                               | -                 | -                     | -              | -                | Deal or No Deal                                       |
| 2010  | Damn It Feels Good to Be a Taylor                                                        | -                 | -                     | -              | -                |                                                       |
| 2010  | Black and Yellow                                                                         | 1                 | 6                     | 1              | 7                | Rolling Papers                                        |
| 2011  | On My Level                                                                              | 52                | 16                    | 10             | 96               | Rolling Papers                                        |
| 2011  | Roll Up                                                                                  | 13                | 7                     | 2              | 56               | Rolling Papers                                        |
| 2011  | No Sleep                                                                                 | 6                 | -                     | 23             | 64               | Rolling Papers                                        |
| 2011  | Young, Wild & Free (Feat. Snoop Dogg)                                                    | 7                 | -                     | 4              | 13               | Mac and Devin Go to High School                       |
| 2011  | OG (Feat. Snoop Dogg & Curren$y)                                                         | -                 | -                     | -              | -                | Mac and Devin Go to High School                       |
| 2011  | Dessert (Bait Freestyle)                                                                 | -                 | -                     | -              | -                |                                                       |
| 2011  | Rich People (House Party Freestyle)                                                      | -                 | -                     | -              | -                |                                                       |
| 2011  | California                                                                               | -                 | -                     | -              | -                | Taylor Allderdice                                     |
| 2012  | Fame (Feat. Amber Rose)                                                                  | -                 | -                     | -              | -                |                                                       |
| 2012  | Work Hard, Play Hard                                                                     | 17                | 13                    | 3              | 40               | O.N.I.F.C.                                            |
| 2012  | It's Nothin                                                                              | -                 | -                     | -              | -                | O.N.I.F.C.                                            |
| 2012  | Remember You                                                                             | 63                | 15                    | 13             | -                | O.N.I.F.C.                                            |
| 2012  | The Bluff                                                                                | -                 | -                     | -              | -                | O.N.I.F.C.                                            |
| 2013  | We Own It (avec 2 Chainz)                                                                | 16                | 4                     | -              | 14               | Fast & Furious 6 (Original Motion Picture Soundtrack) |
| 2014  | Mind Of A Stoner (Feat. Machine Gun Kelly)                                               | -                 | -                     | -              | -                | Black Flag                                            |
| 2014  | Bigroom Blitz (Feat. Scooter)                                                            | -                 | -                     | -              | -                | The Fifth Chapter                                     |
| 2014  | We Dem Boyz                                                                              | 43                | 10                    | 4              | 92               | Blacc Hollywood                                       |
| 2014  | You And Your Friends (Feat. Snoop Dogg & Ty Dolla $ign)                                  | 82                | 21                    | 18             | -                | Blacc Hollywood                                       |
| 2014  | Shell Shocked (avec Juicy J, Ty Dolla $ign, Kill The Noise et Madsonik)                  | -                 | 26                    | -              | -                | Teenage Mutant Ninja Turtles Soundtrack               |
| 2015  | Go Hard or Go Home (avec Iggy Azalea)                                                    | 86                | 29                    | 21             | 65               | Furious 7: Original Motion Picture Soundtrack         |
| 2015  | See You Again (Feat. Charlie Puth)                                                       | 1                 | 1                     | 1              | 1                | Furious 7: Original Motion Picture Soundtrack         |
| 2015  | Burn Slow (Feat. Swae Lee)                                                               | 83                | 28                    | 20             | -                |                                                       |
| 2015  | King of Everything                                                                       | -                 | -                     | -              | -                |                                                       |
| 2016  | Bake Sale (Feat. Travi$ Scott)                                                           | 56                | -                     | 9              | 71               | Khalifa                                               |
| 2016  | All Night (avec Juicy J)                                                                 | -                 | -                     | -              | -                |                                                       |
| 2016  | Pull Up (Feat. Lil Uzi Vert)                                                             | -                 | 49                    | -              | -                |                                                       |
| 2016  | Sucker for Pain (avec Lil Wayne, Imagine Dragons, Logic, X Ambassadors et Ty Dolla $ign) | 15                | 3                     | 1              | 19               | Suicide Squad: The Album                              |
| 2017  | Gang Up (avec Young Thug, PnB Rock et 2 Chainz)                                          | -                 | -                     | -              | 86               | The Fate of the Furious: The Album                    |
| 2017  | Something New (Feat. Ty Dolla $ign)                                                      | 92                | 37                    | -              | 94               | Rolling Papers II                                     |
| 2017  | Letterman                                                                                | -                 | -                     | -              | -                | Laugh Now, Fly Later                                  |
| 2018  | 420 Freestyle                                                                            | -                 | -                     | -              | -                | Rolling Papers II                                     |
| 2018  | Real Rich (Feat. Gucci Mane)                                                             | -                 | -                     | -              | -                | Rolling Papers II                                     |
| 2018  | Hopeless Romantic (Feat. Swae Lee)                                                       | 72                | 30                    | 25             | 83               | Rolling Papers II                                     |

## Filmographie

### Cinéma
- 2012 : Gangs of Roses 2: Next Generation de Jean-Claude La Marre : Timmy
- 2012 : Mac and Devin Go to High School de Dylan C. Brown : Devin

### Télévision
- 2016 : American Dad! : Mateo (voix - saison 12, épisode 5)
- 2019 : Dickinson : la Mort
- 2020 : Duncanville : Mr. Mitch (voix)

## Récompense
- Festival du film de Hollywood 2015 : Hollywood Song Award pour See You Again de Fast and Furious 7